# Lago de Montoie
O Lago de la Montoie é um lago localizado próximo ao povoado de Cornol no cantão de Jura, na Suíça.
A comuna de Cornol descreve a lagoa 1,4 hectare como "um lugar idílico permitindo que se possa entregar-se a pesca, caminhadas ou descanso." ("L'Étang de la Montoie est un emplacement idyllique permettant de s'adonner à la pêche, passeios aux UO au repos").
O Société de l'Etang de la Montoie inclui cerca de 50 pescadores e 100 membros de apoio.